# تانیت فونیکس
تانیت فونیکس (به انگلیسی: Tanit Phoenix) (زاده ۲۴ سپتامبر ۱۹۸۰) بازیگر، مدل، چهره‌پرداز اهل آفریقای جنوبی است.
از فیلم‌های معروف او می‌توان به بازی در فیلم خانه امن اشاره کرد.